# Séverine Liénard
Séverine Liénard (* 19. Februar 1979 in Valenciennes) ist eine ehemalige französische Volleyball- und Beachvolleyballspielerin.

## Karriere Hallenvolleyball
Von 1993 bis 1995 spielte die in Valenciennes geborene Sportlerin in der dritten Liga ihres Heimatlandes bei UA Seyssins und wurde im ersten Jahr mit dem Sportclub Vierte der französischen Juniorenmeisterschaften. Mit dem Nationalteam dieser Altersklasse belegte sie bei der Weltmeisterschaft in Orléans den elften Rang. Anschließend schrieb sie sich am Nationalen Institut des Sports, der Expertise und der Leistung ein. Ihre Trainerin dort war Anabelle Prawerman. Ab 1995 war Liénard eine Spielzeit lang in Meylan aktiv. Mit den besten U20-Spielerinnen Frankreichs erreichte sie während dieser Zeit das Halbfinale bei den kontinentalen Titelkämpfen in der Türkei. Eine Saison später stand zum ersten Mal die französische Volleyball-Beletage in der Vita der Außenangreiferin. Ein vierter Platz in der Meisterschaft sowie der Einzug ins Achtelfinale im CEV-Cup mit dem Racing Club de France Villebon war das Ergebnis.
1997/98 gelang mit AS Rochette sowohl der französische Juniorinnentitel als auch die French Élite Meisterschaft und der Aufstieg in die höchste Liga. Weitere drei Spielzeiten blieb Séverine Liénard im Département Seine-et-Marne. In diese Periode fiel die erste Berufung in die A-Nationalmannschaft mit dem Bronzerängen bei der Universiade 1999 sowie bei den Mittelmeerspielen und dem achten Rang bei der Europameisterschaft 2001. Ihr Verein wurden zwei Mal Dritter in der Meisterschaft und siegte in der Vorrundengruppe A in Karbach des CEV-Pokals 2000/01. Im Anschluss an die Saison wechselte Séverine Liénard zu Gazelec Béziers. In den ersten beiden Spielzeiten danach wurde der Verein Fünfter und Vierter in der französischen A-Liga. Bei den World University Games 2003 in Daegu stand La Grande Nation im Halbfinale. In den folgenden Jahren bis einschließlich 2007 erreichte die in der südfranzösischen Stadt beheimatete Mannschaft zwei Mal das Pokalhalbfinale und belegte einmal den Bronzerang in der höchsten Spielklasse des Landes. Mit der Auswahl Frankreichs nahm Liénard während dieser Zeit an den Studentenweltmeisterschaften und den Mediterranean Games 2005 teil.
Zwei Jahre später stand die Französin zusammen mit ihrer Freundin Stéphanie Volle in Deutschland unter Vertrag. Mit NA. Hamburg gelang im ersten Spieljahr gleich das Erreichen des Endspiels im DVV-Pokal. 2009 erreichte der Hamburger Volleyballverein noch einmal das Halbfinale im deutschen Pokal und wurde Vierter in der Bundesliga. Im gleichen Spieljahr wurde die Französin mit ihrer Nationalmannschaft Vierte der European Golden League und Vierzehnte der Europameisterschaft. Anschließend beendete Séverine Liénard nach insgesamt 136 Länderspielen ihre Nationalmannschaftskarriere und ein Jahr später auch ihre Volleyballzeit in Deutschland.

## Karriere Beachvolleyball
1997 wurde die Sportlerin mit Claire Jaouen in Zagreb Vizeeuropameisterin der unter Zwanzigjährigen. In der gleichen Saison gewannen die beiden die Bronzemedaille bei den französischen Meisterschaften. Dieses Ergebnis konnten sie ein Jahr später um einen Rang verbessern. Nach einer längeren Pause bestritten sie 2002 einige Wettbewerbe der FIVB World Tour ohne nennenswerte Resultate. Nachdem die beiden noch einmal das Viertelfinale beim Championnat de France Beach Volley Senior erreicht hatten, beendete Liénard ihre Beachkarriere.